# Marc-Marie in 't Wild
Marc-Marie in 't Wild is een Nederlands televisieprogramma van de NCRV, dat in 2009 werd uitgezonden op Nederland 3. In het programma gaat Marc-Marie Huijbregts naar de savanne om de gevaarlijkste dieren zoals de olifant, leeuw, buffel en nijlpaard zo dicht mogelijk te benaderen. Als bewijs moet hij met het dier op de foto. Hij wordt hierbij geholpen door de Nederlandse wildlife- en survivalexpert Bart de Haas.